# ラニー・バルコム
ラニー・バルコム Lannie Balcom（本名リンダ・K・バルコム Linda K. Balcom、アリゾナ州クラークデール出身、1941年3月17日 - 1991年4月25日）は、アメリカ合衆国のモデル・女優。彼女は、米PLAYBOY誌・1965年8月号のプレイメイトである。彼女の中央見開き折込ページ（センターフォールド）は、J・バリー・オルーク (J. Barry O'Rourke) によって撮影された。
ラニーは父親が列車の車掌として働いていたアリゾナ州で育った。
彼女はテキサス州アビリーンの酒場のオーナー、ジャック・マックィーン (Jack McQueen) と短期間結婚していた（1965年7月から1966年12月まで）。彼女はしばらくシカゴのプレイボーイクラブで働いた。
ラニー・バルコムは1991年4月25日に死去した。死因は明らかにされていない。